# Брајер (Вашингтон)
Брајер (енгл. Brier) град је у америчкој савезној држави Вашингтон. По попису становништва из 2010. у њему је живело 6.087 становника.

## Демографија
Према попису становништва из 2010. у граду је живело 6.087 становника, што је 296 (4,6%) становника мање него 2000. године.
| Група             | 2000.         | 2010.         |
| Белци             | 5.396 (84,5%) | 5.051 (83,0%) |
| Афроамериканци    | 53 (0,8%)     | 66 (1,1%)     |
| Азијати           | 496 (7,8%)    | 460 (7,6%)    |
| Хиспаноамериканци | 206 (3,2%)    | 244 (4,0%)    |
| Укупно            | 6.383         | 6.087         |